# Anton Gasperschitz
Anton Gasperschitz (* 5. Mai 1885 in Spittal an der Drau; † 11. November 1975 in Linz) war österreichischer Arbeitersekretär und Politiker.

## Leben
Der Sohn eines Werkführers wählte den Beruf eines Bildhauers und Graphikers, arbeitete jedoch als Redakteur beim Kärntner Tagblatt in Klagenfurt. 1909 wurde er christlicher Arbeitersekretär in Linz und wurde hier Gründer des ersten Arbeiterwirtschaftsvereines und Gründungsobmann des Katholischen Arbeiterbundes. 1918/1919 war er Mitglied der Provisorischen Landesversammlung und anschließend Landtagsabgeordneter bis zu seinem Rücktritt im Jänner 1935. Die ganze Zeit war er auch Mitglied der Oberösterreichischen Landesregierung, wobei er zuletzt dem Kabinett Gleißner II angehörte. Zuständig war er vor allem für die Referate Verkehrsangelegenheiten, Fürsorgewesen, Wasserrecht, Gemeindeangelegenheiten und Fremdenverkehr. 
Zwischen 1935 und 1938 und von 1945 bis 1950 war Gasperschitz Präsident des oberösterreichischen Fremdenverkehrverbandes. Außerdem war er Vizepräsident der oberösterreichischen Pfadfinder und Landesgruppenleiter des Kneippbundes. Für seine Verdienste wurde er 1935 mit dem Offizierskreuz des österreichischen Verdienstordens sowie mit der Silbernen Lilie der Pfadfinder ausgezeichnet.